# Mule (Iran)
Mule (pers. مولح) – wieś w Iranie, w ostanie Chuzestan. W 2006 roku miejscowość liczyła 34 mieszkańców w 8 rodzinach.